# صفية لقمان
صفية لقمان (1936-2016) إعلامية وتربوية واجتماعية يمنية، ولدت بمدينة كريتر في محافظة عدن.

## سيرة
نشأت في أسرة على قدر كبير من الثقافة والعلم، كانت صاحبة أول صوت نسائي إذاعي على مستوى الجزيرة العربية، فمع افتتاح إذاعة عدن 7 أغسطس عام 1954، كانت صفية لقمان أول صوت يصدح بعبارة «هنا عدن» التي مازالت حاضرة في أذهان الكثيرين، كما كان لصوتها أثر كبير في بلوغ الرسالة الإعلامية في مراحل حرجة من تاريخ اليمن. ساهمت في العديد من الأعمال الإذاعية، أبرزها «شمسان يتحدث». قدمت العديد من البرامج المتنوعة في المجالات الثقافية وبرامج المرأة والطفل وكانت من أوائل من عمل في هذه البرامج. عقب تدشين بث تلفزيون عدن عام 1964، انتقلت صفية لقمان للعمل فيه، وقدمت برنامجاً موجهاً للصغار بعنوان «ركن الأطفال»، لذا نالت صفية لقب «ماما صفية»، وواصلت عملها في التلفزيون.

## الوفاة
وافتها المنية في مارس 2016 بمدينة عدن عن عمر يناهز 80 عاماً. ونعت وزارة الإعلام اليمنية الراحلة، مشيرة إلى أنها كانت صاحبة أول صوت نسائي في الإذاعة بعبارة: «هنا عدن» التي مازالت حاضرة في أذهان كثيرين من أبناء الشعب اليمني، كما كان لصوتها أثر كبير في بلوغ الرسالة الإعلامية في مراحل حرجة من تاريخ اليمن.